# Chocolat (film 1988)
Chocolat è un film del 1988 diretto da Claire Denis, al suo esordio nella regia dopo essere stata assistente di Wim Wenders e Jim Jarmusch.
È stato presentato in concorso al 41º Festival di Cannes.